# Nabucodonosor IV
Para outros personagens históricos de nome Nabucodonosor, veja-se Nabucodonosor (desambiguação)
Arakha (520-521 a.C.?) era o filho de Haldita, um armênio que vivia na Babilônia. Após a fracassada revolta de Nidintubel, Araca se rebelou novamente proclamando-se brevemente rei com o nome de Nabucodonosor IV.

## Contexto histórico
Babilônia, antiga capital de um importante império, tornara-se parte do Império Aquemênida, entre os anos 530 a.C., porém a tranquilidade do reino foi perturbada e se rompeu no ano de 522 a.C. quando o mago Gaumata, fazendo-se passar por Esmérdis, irmão de Cambises II, usurpou o trono, sendo posteriormente assassinado por Dario I, que se convertera no novo rei em 29 de setembro.
Imediatamente depois deste contragolpe, Nidintubel se autoproclamou rei de uma Babilônia independente. Segundo a Inscrição de Beistum, Nidintubel proclamava-se filho de Nabonido, o último rei da Babilônia antes que esta perdesse a independência para os persas e seu Império Aquemênida, e tomou o nome de Nabucodonosor III. A revolta durou três meses e acabou com a tomada da cidade e a execução do rebelado.

## A história se repete
Com posteridade e da mesma forma que Nidintubel, Araca proclamou-se igualmente ser filho de Nabonido, nomeando-se rei da Babilônia com o nome de Nabucodonosor IV. Sua rebelião, iniciada em 25 de agosto de 521 a.C., foi suprimida por Intafrenes, "portador do arco" de Dario, o Grande, em 27 de novembro.